# Julián Marías Aguilera
Julián Marías Aguilera (Valladolid, Castella i Lleó 1914 - Madrid 2005), filòsof catòlic espanyol, deixeble i amic de José Ortega y Gasset.

## Biografia
Va néixer a Valladolid el 17 de juny de 1914, i el 1919 es traslladà amb la seva família a Madrid on va rebre educació escolar al Col·legi Hispà i va rebre el títol de Batxiller l'any 1931 a l'Institut Cardenal Cisneros.
Amb gran cura va cursar entre els anys 1931 i 1936, durant la Segona República espanyola, el doctorat en Filosofia a la Universitat de Madrid, on va ser deixeble de José Ortega y Gasset, Xavier Zubiri, José Gaos, Julián Besteiro i Manuel García Morente, entre d'altres.
Iniciada la Guerra Civil espanyola, Marías no va dubtar en llicenciar-se a la universitat el juny de 1936 per ingressar a les files republicanes, on també va deixar la seva marca en diversos articles als diaris ABC, Blanco i Negro i Hora de España, editats a Madrid durant la guerra, i col·laborant amb Julián Besteiro fins a la rendició de Madrid.
Després que el general Franco assumís el govern, va ser denunciat pel seu millor amic i per un professor d'arqueologia, els quals van obtenir en recompensa una càtedra. Va passar uns mesos a la presó, on fou jutjat i es trobà amb l'hostilitat i el veto del règim victoriós. Per raons polítiques li va ser suspesa la tesi l'any 1942 i no va poder ser doctor fins al 1951, any en el qual per fi se li va permetre publicar articles a la premsa diària. Va tornar a les seves activitats filosòfiques, realitzant una sèrie de cursos de reforç, amb els quals va concebre l'esborrany del seu llibre sobre Historia de la Filosofía, un conjunt de resums sobre els corrents filosòfics en ordre cronològic des de la Grècia Antiga fins a l'Edat contemporània, que va ser publicada per primera vegada l'any 1941 i que en pocs anys va ser pres com llibre de guia per a la càtedra a nivell internacional.
Aquell mateix any va contraure matrimoni amb Dolores Franco Manero, professora i escriptora, que en el període previ a la guerra havia estat una alumna en els seus cursos de reforç de filosofia, i que li donà suport durant el desenvolupament del seu llibre. Van tenir cinc fills: Julián (1945-1949); Miguel (1947), afeccionat al cinema i doctor en economia; Fernando (1949), catedràtic d'Història de l'Art; Javier Marías (1951), escriptor i novel·lista; i Álvaro (1953), músic.
El 1948, juntament amb Ortega y Gasset funden l'"Institut d'Humanitats de Madrid", on va residir com a secretari i guia del mateix després de la mort d'Ortega y Gasset el 1955. Anteriorment però, el 1949 li permeten realitzar de nou la seva tesi "La Metafísica del conocimiento en Gratry", i així va aconseguir el doctorat, però veient-se rebutjat per diverses universitats espanyoles, va decidir ensenyar als Estats Units, entre elles la Universitat Harvard, Universitat Yale i la Universitat de Califòrnia.
El 1964 fou nomenat membre de la Reial Acadèmia de la Llengua Espanyola, i senador per designació reial entre 1977 i 1979. També va integrar l'any 1982 el "Consell Internacional Pontifici per a la Cultura", creat per Joan Pau II.
El 1996 se li va atorgar el Premi Príncep d'Astúries de Comunicació i Humanitats, juntament amb el periodista i historiador italià Indro Montanelli.
Va morir a la ciutat de Madrid el dia 15 de desembre de 2005, a l'edat de 91 anys.

## Obres publicades
- Juventud en el mundo antiguo. Crucero universitario por el Mediterráneo, Espasa Calpe, Madrid, 1934, 309 págs. (amb Manuel Granell i Carlos Alonso del Real.)
- Historia de la filosofía, amb pròleg de Xavier Zubiri i epíleg de José Ortega y Gasset, Revista de Occidente, Madrid 1941, 413 págs. (28ª ed. en 1976.) Traducida al inglés en 1967.
- La filosofía del Padre Gratry. La restauración de la Metafísica en el problema de Dios y de la persona, Escorial, Madrid 1941, 278 págs.
- Miguel de Unamuno, Espasa Calpe, Madrid, 1943, 220 págs.
- El tema del hombre, Revista de Occidente, Madrid, 1943, 378 págs.
- San Anselmo y el insensato y otros estudios de filosofía, Revista de Occidente, Madrid, 1944, 272 págs.
- Introducción a la filosofía, Revista de Occidente, Madrid, 1947.
- La filosofía española actual. Unamuno, Ortega, Morente, Zubiri, Espasa Calpe, Madrid, 1948, 147 págs.
- El método histórico de las generaciones, Revista de Occidente, Madrid, 1949, 192 págs.
- Ortega y tres antípodas. Un ejemplo de intriga intelectual, Revista de Occidente, Buenos Aires, 1950, 220 págs.
- Biografía de la Filosofía, Emecé, Buenos Aires, 1954, 270 págs.
- Ensayos de teoría, Barna, Barcelona, 1954, 307 págs.
- Idea de la Metafísica, Columba, Buenos Aires, 1954, 68 págs.
- La estructura social. Teoría y método, Sociedad de Estudios y Publicaciones, Madrid, 1955, 308 págs.
- Filosofía actual y existencialismo en España, Revista de Occidente, Madrid, 1955, 376 págs.
- El oficio del pensamiento, Biblioteca Nueva, Madrid, 1958, 281 págs.
- La Escuela de Madrid. Estudios de filosofía española, Emecé, Buenos Aires, 1959, 362 págs.
- Ortega. I. Circunstancia y vocación, Revista de Occidente, Madrid, 1960, 569 págs.
- Los españoles, Revista de Occidente, Madrid. 1962, 258 págs.
- La España posible en tiempo de Carlos III, Sociedad de Estudios y Publicaciones, Madrid,1963, 232 págs.
- El tiempo que ni vuelve ni tropieza, Edhasa, Barcelona, 1964, 236 págs.
- Análisis de los Estados Unidos, Guadarrama, Madrid, 1968, 218 págs.
- Antropología metafísica. La estructura empírica de la vida humana, Revista de Occidente, Madrid, 1970, 318 págs.
- Visto y no visto. Crónicas de cine, Guadarrama, Madrid, 1970, 2 vols.
- Imagen de la India e Israel: una resurrección, Revista de Occidente, Madrid, 1973, 149 págs.
- Problemas del cristianismo, BAC, Madrid, 1979, 138 págs.
- La mujer en el siglo XX, Alianza, Madrid, 1980, 236 págs.
- Ortega. II. Las trayectorias, Alianza, Madrid, 1983. 507 páginas.
- España inteligible. Razón histórica de las Españas, Alianza, Madrid, 1985, 424 págs.
- La mujer y su sombra, Alianza, Madrid, 1986, 216 págs.
- Ser español, Planeta, Barcelona, 1987. 315 páginas.
- Una vida presente. Memorias, Alianza, Madrid, 1988-1989, 3 vols.: I (1914-1951), II (1951-1975), III (1975-1989).
- La felicidad humana, Alianza, Madrid 1989, 386 págs.
- Generaciones y constelaciones, Alianza, Madrid, 1989, 284 págs.
- Cervantes, clave española, Alianza, Madrid, 1990, 286 págs.
- Acerca de Ortega, Espasa Calpe, Madrid, 1991, 276 págs.
- La educación sentimental, Alianza, Madrid, 1992, 228 págs.
- Razón de la filosofía, Alianza, Madrid, 1993, 294 págs.
- Mapa del mundo personal, Alianza, Madrid 1993.
- El cine de Julián Marías. Escritos sobre cine, compilació de Fernando Alonso, Royal Books, Barcelona, 1994, 2 vols.
- Tratado de lo mejor, Alianza, Madrid, 1995.
- Persona, Alianza, Madrid, 1996.
- El curso del tiempo, Tomos I y II, Alianza, 1998. Tomo I: 508 páginas. Tomo II: 599 páginas.
- Tratado sobre la convivencia, Martínez Roca, Barcelona 2000.
- Entre dos siglos, Alianza, Madrid, 2002. Páginas: 635.
- Obras completas, Revista de Occidente / Alianza Editorial, Madrid 1958-1970, 10 vols.